# 安松金右衛門
安松 金右衛門（やすまつ きんえもん、慶長16年（1611年） - 貞享3年（1686年）10月24日）は、江戸時代前期の武士。武蔵川越藩士、後に郡代。旧姓を神吉（かんき）と称し、名は吉美（よしざね）、通称は金右衛門。分限帳などの古文書には「安松金右衛門吉實」との記録が多い。
「算術の達人」と称され、玉川上水・野火止用水の開削で知られる。

## 略歴
慶長16年（1611年）、安松九左衛門の子として誕生。本国は河内国、生国は播磨国。
正保元年（1644年）、代官・能勢四郎右衛門の口添えで、武蔵川越藩主・松平信綱に仕官、のち代官となる。信綱没後はその子・輝綱に仕えた。寛文2年（1662年）、郡代となり、単独で拝謁できる「独礼」の格式を与えられている。
貞享3年（1686年）、病死。太宗寺（現在の東京都新宿区）に葬られた。昭和10年（1935年）に、大河内松平家の菩提寺である北足立郡大和田町野火止（現在の埼玉県新座市内）の平林寺に移された。戒名は玄洞院殿欣誉浄秀居士。江戸時代の陪臣の戒名に院殿号をつけることは極めて異例である。

## 功績

### 玉川上水開削
承応元年（1652年）11月、江戸幕府により江戸の飲料水不足を解消するため多摩川から水を引く開削計画がたてられた。開削工事の総奉行に老中松平信綱、水道奉行に伊奈忠治（没後は忠克）が就き、庄右衛門・清右衛門兄弟（玉川兄弟）が工事を請負った。しかし、兄弟の計画は二度失敗し引水工事は困難を極めた。そこで信綱は家臣の安松金右衛門に設計の見直しを命じる。安松は第1案として「羽村地内尾作より五ノ神村懸り川崎村へ堀込み－」、第2案として「羽村地内阿蘇官より渡込み－」、第3案として「羽村前丸山裾より水を反させ、今水神の社を祀れる処に堰入、川縁通り堤築立－」を立案し、この第3案によって承応2年（1653年）に玉川上水はついに完成し、翌年承応3年（1654年）6月より江戸市中への通水が開始されたという。

### 野火止用水開削
松平信綱は水利に乏しかった川越領野火止の開発に玉川上水からの分水を計画し、その工事を安松金右衛門に命じた。命を受けた金右衛門は、承応4年（1655年）2月、玉川上水の途中多摩郡小川村（現、東京都小平市）から取水し新座村を抜けて新河岸川まで6里を掘り通し、同年3月、わずか40日という短工期で野火止用水を完成させた。これにより野火止200石の地は2千石を産するようになり、金右衛門は信綱から家禄200石に加増された。夜間も提灯などを用いて用水の開通にこぎつけ、玉川上水からの通水が始まったものの、当初は用水上流附近までしか水が流れなかった。これは設計や工事ミスによるものではなく、元来水運に恵まれていなかった地域への通水であった為、土中への水の「吸収」によるものであった。金右衛門は当初からこのような事態を予め想定していた。その後、大雨が降った翌日以降、用水を流れる水を見た農民たちは大喜びしたという。

## 文献

### 原典
- 『分限帳』（万治元年（1658年））/ 『川越市史』に収録。
- 『本藩高士略伝』(本藩=三河吉田藩) / 『新座市史』に収録。
- 『榎本弥左衛門萬之覚』 / 川越旧家榎本家所蔵文書。
- 『玉川上水堀割之起発並野火留村引取分水口訳書』（『玉川上水起元』ともいう） / 享和3年（1803年）に普請奉行佐橋長門守佳如が老中松平信明 (三河吉田藩主)にあてた報告書）。
- 『徳川実紀』 / 19世紀前半に編纂された江戸幕府の公式記録。国史大系に収録されている。